# La Côte-aux-Fées
La Côte-aux-Fées je obec v kantonu Neuchâtel na západě Švýcarska. Má 442 obyvatel.

## Geografie

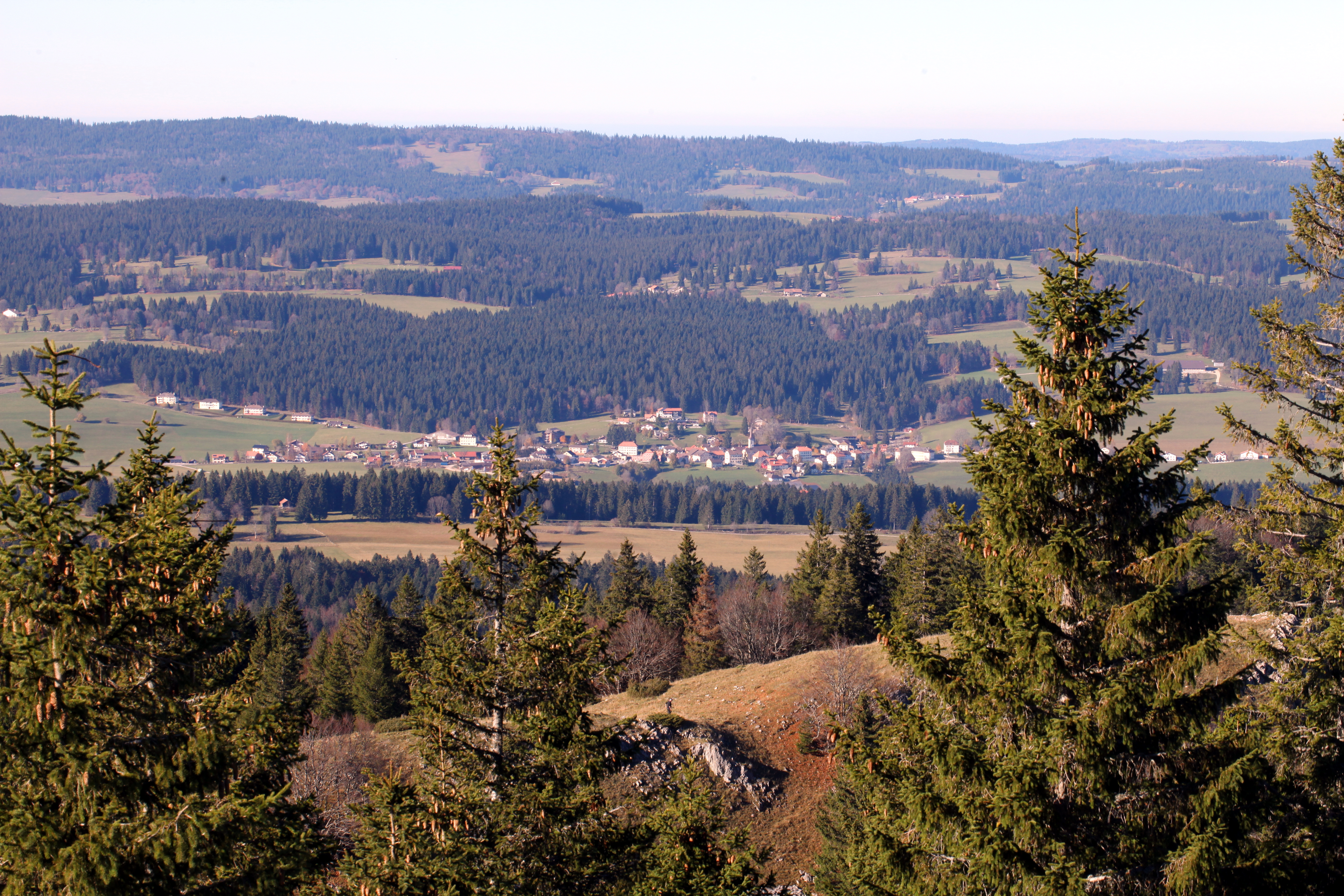
Krajina v okolí obce

La Côte-aux-Fées leží v nadmořské výšce 1041 m, vzdušnou čarou 38 km západojihozápadně od hlavního města kantonu, Neuchâtelu. Zemědělská obec se rozkládá na jižním svahu nad údolím Combe des Mulets, v nadmořské výšce na jihozápadě Neuchâtelského Jury.
Území obce o rozloze 12,9 km² zahrnuje údolí Combe des Mulets, které je mírně zahloubeno do náhorní plošiny Jury a na severu se táhne až na úroveň Mont des Verrières (až 1180 m n. m.). Na jihu probíhá hranice přes výšinu Pâturages des Bourquin (1203 m). Na východě se území obce rozprostírá nad soutěskou Vallon de Noirvaux, odvodňovanou řekou Buttes, až k antiklinále Chasseron. Nejvyššího bodu La Côte-aux-Fées, 1430 m, je dosaženo na Roches Blanches. Zejména na Mont des Verrières se nacházejí rozsáhlé jurské vysokohorské pastviny s typickými mohutnými smrky, stojícími buď jednotlivě, nebo ve skupinách. V roce 1997 tvořila 3 % rozlohy obce zastavěná plocha, 41 % lesy a háje, 55 % zemědělství a méně než 1 % neproduktivní půda.
La Côte-aux-Fées zahrnuje centrální vesnici Bolles de l'Eglise, vesnice Les Leuba (1038 m n. m.), Bolles du Vent (1045 m n. m.), Les Jeannet (1143 m n. m.) a Les Places (1107 m n. m.), všechny na jižním svahu hory Mont des Verrières, Les Bourquin de Vent (1078 m) a Les Bourquin de Bise (1058 m) na výšinách jižně od Combe des Mulets, Saint-Olivier (1084 m) na náhorní plošině mezi La Côte-aux-Fées a Vallon de Noirvaux, jakož i četné zemědělské osady a jednotlivé farmy roztroušené na výšinách Jury. V lese nad Saint-Olivier se nachází jeskyně Grotte aux Fées. Sousedními obcemi La Côte-aux-Fées jsou Les Verrières a Val-de-Travers v kantonu Neuchâtel, Sainte-Croix v kantonu Vaud a Les Fourgs a Verrières-de-Joux v sousední Francii.

## Historie

Pohled na oblast La Côte aux Fées (1964)

První zmínka o obci pochází z roku 1337 pod názvem Coste eis Faes („ovčí stráň“). Oblast byla osídlena až ve 14. století. Až do roku 1848 patřilo La Côte-aux-Fées pod jurisdikci farnosti Val-de-Travers. Svrchovanost nad oblastí mělo hrabství Neuchâtel. Od roku 1648 byl Neuchâtel knížectvím a od roku 1707 byl personální unií spojen s Pruským královstvím. V roce 1806 bylo území postoupeno Napoleonovi a v roce 1815 v rámci Vídeňského kongresu připadlo Švýcarské konfederaci, přičemž pruští králové zůstali až do Neuchâtelské smlouvy z roku 1857 také knížaty Neuchâtelu.
Církevně patřila obec až do reformace k francouzské diecézi Besançon. V roce 1658 byl v obci postaven reformovaný kostel a v roce 1672 se farnost Les Verrières osamostatnila. Teprve v roce 1826 se La Côte-aux-Fées, které dříve patřilo k celé farnosti Les Verrières, stalo samostatnou politickou obcí. V roce 1849 byla v obci založena svobodná reformovaná církev (église libre). Kolem roku 1900 bylo La Côte-aux-Fées známé jako rekreační a vysokohorské letovisko s mnoha turistickými stezkami vedoucími přes jurské pastviny a jedlové lesy. Po druhé světové válce a v 21. století přibyla sportovní zařízení, jako je lyžování, snowboarding, běžecké lyžování, chůze na sněžnicích a jízda na horském kole.

## Obyvatelstvo
| Rok            | 1671 | 1800 | 1850 | 1900 | 1950 | 2000 | 2020 |
| Počet obyvatel | 250  | 793  | 979  | 1096 | 648  | 529  | 445  |

S 480 obyvateli (k 31. prosinci 2021) patří La Côte-aux-Fées k menším obcím kantonu Neuchâtel. Z celkového počtu obyvatel je 94 % francouzsky mluvících, 4 % německy mluvících a přes 1 % portugalsky mluvících (k roku 2000). Počet obyvatel La Côte-aux-Fées stabilně rostlo až do roku 1900 (1096 obyvatel), od té doby klesl o více než polovinu v důsledku silného vystěhovalectví.

## Hospodářství
La Côte-aux-Fées bylo dlouhou dobu převážně zemědělskou obcí. Od 16. století se v obci těžila železná ruda, která se zpracovávala ve vysokých pecích ve Vallon de Noirvaux, jež byly v provozu od 17. do 19. století. V 18. století bylo zavedeno nejprve krajkářství a poté hodinářství. V roce 1874 byla otevřena hodinářská manufaktura Piaget, jež se později stala světoznámou. Dnes jsou zde pracovní místa v hodinářství, přesné mechanice a místních malých podnicích. Důležité je stále také zemědělství s chovem dobytka a mlékárenstvím a zpracování dřeva. Mnoho zaměstnanců dojíždí do větších měst v údolí Val de Travers nebo Sainte-Croix anebo naopak z nich.

## Doprava
Obec leží mimo hlavní průjezdní silnice. Hlavní přístup je z Buttes, další silnice vedou do Les Verrières a Sainte-Croix. Z nádraží Buttes jezdí poštovní autobusová linka do La Côte-aux-Fées a částečně do Sainte-Croix.